# 红白奥伯豪森足球俱乐部

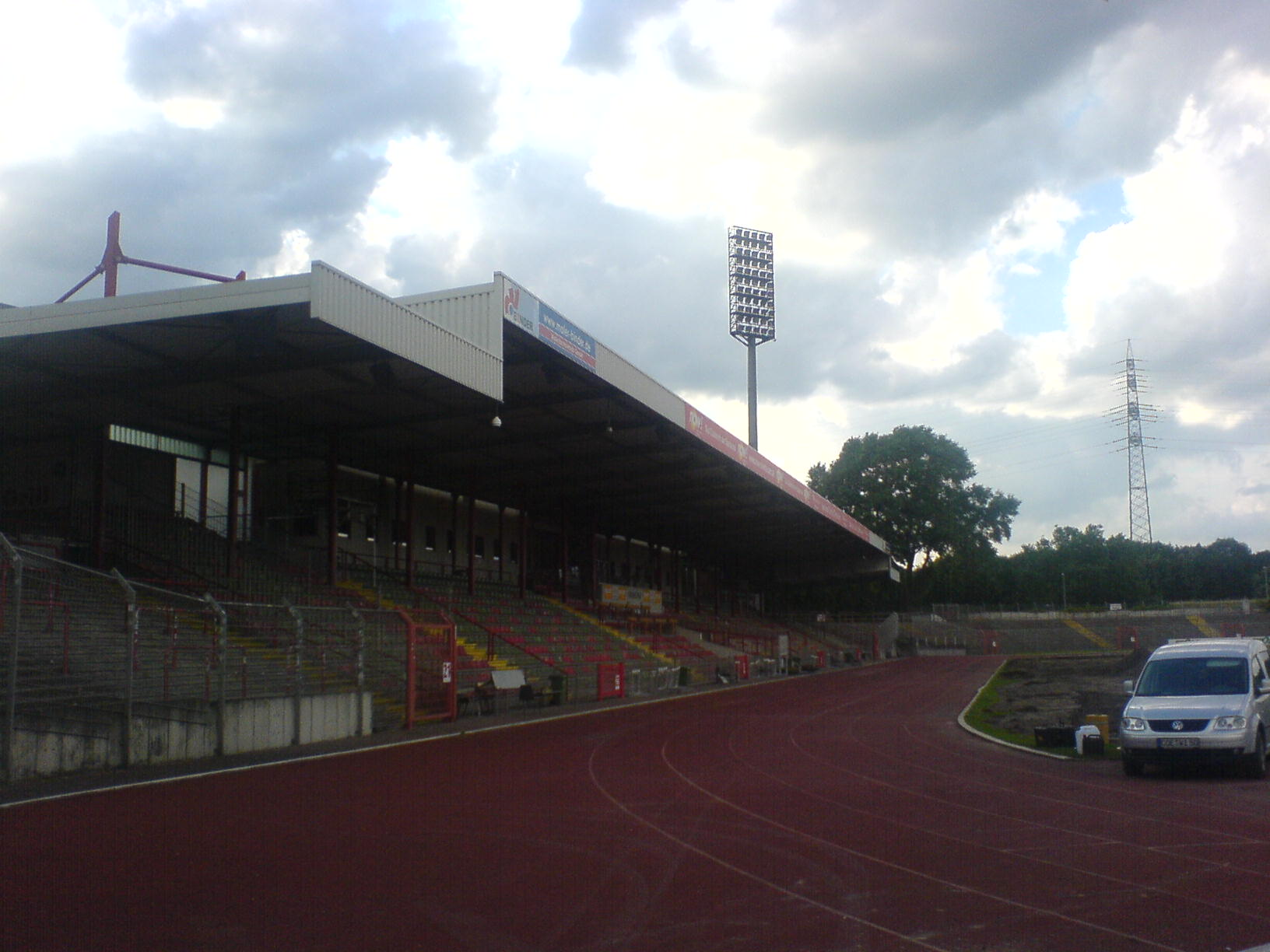
下萊茵球場

红白奥伯豪森体育俱乐部（Rot-Weiss Oberhausen）是位於德國北莱茵-威斯特法伦州，杜塞尔多夫行政区州直辖市奥伯豪森的足球會。

## 球會歷史
红白奥伯豪森於1904年12月以「奥伯豪森SV」（Oberhausener SV ）名義成立，是由1902年成立的「Emschertaler SV」及一群「Oberhausener TV 1873」足球愛好者合併而成。新軍再與「Viktoria Styrum BV」合組「SpVgg 1904 Oberhausen-Styrum」，但成立6個月內部份會員脫離球隊另組「1.FC Mülheim-Styrum」，餘下的會員繼續，於1934年改為現有名稱。
在球隊早年的歷史名聲並不顯著，只在本地參賽。當納粹德國在1930年代早期重組聯賽制度時，红白奥伯豪森被編在「下萊茵省際聯賽」（Gauliga Niederrhein）中作賽，成績遠不如同組勁敵杜塞爾多夫（Fortuna Düsseldorf）。
戰後红白奥伯豪森逐步爬升到頂級「西部州級聯賽」（Oberliga West），當職業化的德甲成立時，红白奥伯豪森被置於第二級的地區聯賽西部賽區（Regionalliga West）。1969年奪得地區聯賽西部賽區冠軍後升上德甲，但红白奥伯豪森在1971年因牽涉行賄假球事件在蒙污，雖然證據確鏧，球隊及球員均逃脫制裁。1972/73年球季球隊因假球事件而被罰扣5分，在頂級聯賽三年最佳成績只是升級首年獲得的第14位，红白奥伯豪森難逃降級命運，成為浮沉於第二級與第三級聯賽之間的球隊。
1988年發生的財政困難是红白奥伯豪森下滑的序曲，兩年後球隊降級到第四級的「下萊茵聯會聯賽」（Verbandsliga Niederrhein (IV)），經歷十年在第三級與第四級之間往來，於1998年「四葉草」（Die Kleeblätter）贏得地區聯賽西及西南部賽區（Regionalliga West/Südwest）冠軍後重返德乙。1999年在分別淘汰及漢堡後，红白奥伯豪森晉級德國足協盃準決賽，以1-3負於拜仁慕尼黑而未能躋身決賽。在德乙期間大部分時間於下游徘徊，但於2000年及2004年分別獲得第6位及第5位的上佳成績。2005年红白奥伯豪森再次降級返回地區聯賽北部賽區（Regionalliga Nord (III)），翌年更降級到「北萊因州級聯賽」（Nordrhein Oberliga (IV)）。2006/07年球季先奪得「北萊因州級聯賽」冠軍，翌年2007/08年球季再獲得「地區聯賽北部賽區」亞軍，連續兩年的升級讓红白奥伯豪森可以重返德乙作賽。

## 榮譽
- Niederrheinmeister：1946年、1947年；
- 西德國盃（Westdeutscher Pokal）冠軍：1950年；
- 西部地区联赛冠軍：1969年；
- 北萊因州級聯賽冠軍：1979年、1983年、1995年、2007年；
- 地區聯賽西及西南部賽區冠軍：1998年；
- 下萊茵盃（Niederrheinpokal）冠軍：1996年、1998年；
- Herbstmeister 2. Liga：2003年；
- 升級德甲：1969年；
- 升級德乙：1979年、1983年、1998年、2008年；

## 著名球員
洛塔尔·科布卢恩（Lothar Kobluhn）於1971年以24球成為德甲神射手，其中12球在球季最後8場射入，協助球隊僅以1球得失球差而成功護級。由於红白奥伯豪森是年涉及假球事件，於36年後的2007年10月，科布卢恩才獲補發神射手獎項。
红白奥伯豪森共有3名球員代表德國國家隊。
- 曼弗雷德·博格斯穆勒（Manfred Burgsmüller）
- 卡尔-海茵茨·菲尔德坎普（Karlheinz Feldkamp）
- 沃尔夫冈·丰克尔（Wolfgang Funkel）
- 迪特马尔·雅各布斯（Ditmar Jakobs）
- 洛塔尔·科布卢恩（Lothar Kobluhn）
- （Moustapha Salifou）

粗體球員為德國國家隊國腳